# Bóg Ojciec (teologia chińska)
Tytuł Boga Ojca w teologii chińskiej ściśle związany jest z chińskim znakiem 父 (fu). Znak ten został użyty także w Biblii na określenie Boga-Ojca, ojcostwa, Abba, oznaczać on może również początek i inicjatora. 
W najstarszym słowniku etymologicznym Shuōwén Jiězì znak 父 (fu) tłumaczy się jako: przełożony rodziny, który zarządza i poucza. Konfucjusz wiele uwagi poświęca ojcostwu, które jest jedną z podstawowych relacji naturalnych, stanowiąc fundament relacji rodzinnych i społecznych. W zhierarchizowanym świecie chińskim ojciec jest obrazem władcy. Ojciec, który pełni rolę ojca (rodziny) ma się kształtować w cnotach, być mistrzem w tworzeniu wspólnotowych więzi między ludźmi oraz wzorem cnót (m.in. humanitarności, prawości, sprawiedliwości, nabożności synowskiej, miłości rodziców do dzieci, szczerości, zaufania, lojalności, dbałości). Relacje ojcowskie w kulturze chińskiej są bardzo rozbudowane. Na podstawie znaku 父 (fu) można stworzyć obraz ojca i ojcostwa funkcjonujących w językowej kulturze Chin. Jest to tytuł pozytywny, związany z godnością, przez tytuł ten okazywany jest szacunek, dystans. Związany jest także z siłą, mocą i dyscypliną. Ten właśnie tytuł w chińskim ujęciu ściśle związany jest z Bogiem-Ojcem. Obraz Ojca stworzony w filozofii konfucjańskiej nie jest jednak obrazem tatusia – abba Jezusa. Jest to ktoś, kto pełni doskonale rolę ojca, jest nosicielem cnót. Jest to ojciec-władca, dbający o porządek. 